# Relations entre Djibouti et les Émirats arabes unis
Les relations entre Djibouti et les Émirats arabes unis sont des relations, alternant entre phase de tensions et de tentatives de rapprochement entre Djibouti, situé dans la corne de l'Afrique et les Émirats arabes unis, en péninsule arabique.

## Historique

### Installation de Dubai Ports World à Djibouti (2006)
En 2006, le Franco-Djiboutien Abdourahman Boreh, alors proche d'Ismaël Omar Guelleh (qui avait succédé à son oncle en 1999) et président de l'Autorité des ports et de la zone franche de Djibouti, incite Dubai Ports World (DPW) à s'installer à Djibouti grâce à des relations aux Émirats.

### Détérioration puis rupture des relations diplomatiques (depuis 2009)
La détérioration des relations entre Djibouti et les ÉAU est la conséquence d'un différend entre le président djiboutien Guelleh et A. Boreh. Selon Le Monde, rapportant des documents de la justice britannique concernant Djibouti en 2014, Guelleh aurait informé Boreh en octobre 2008 de son intention de modifier la Constitution de Djibouti pour rester au pouvoir. S'opposant à cela, Boreh est renvoyé en 2008 et s'exile à Dubaï (il est depuis installé à Londres). Accusé d'avoir planifier un attentat, il est condamné à 15 ans de prison par contumace le 25 juin 2009 et fera l'objet d'une demande d'extradition de la part de Djibouti.
En 2013, les ÉAU rejettent la demande d'extradition d'Abdourahman Boreh. En réaction, le président djiboutien Ismaël Omar Guelleh, retire le passeport djiboutien de A. Boreh et refuse le renouvellement de la concession portuaire de DPW. En 2014, le président Guelleh porte l'affaire devant la Cour internationale d’arbitrage et accuse Boreh de malversations au sujet du contrat de cession, illégalité de la concession et corruption.
À la suite d'une altercation le 11 avril 2015 entre un officier émirati et un officier djiboutien, le lieutenant-colonel Wahib Moussa Kalinleh, à l'aéroport international de Djibouti, les Émirats arabes unis (ÉAU) ont rappelé, le 27 du même mois, leur ambassadeur afin de marquer leur désaccord quant au traitement réservé à leur officier. Décidant malgré tout de maintenir les relations diplomatiques, les ÉAU décidèrent de refuser toute demande de visa aux Djiboutiens souhaitant se rendre dans les Émirats. Cette réaction serait également une conséquence du refus de renouveler la concession de DPW à Djibouti.

### Rétablissement des relations diplomatiques en janvier 2016
En janvier 2016, le ministère des Affaires étrangères et de la coopération internationale annonce que, à la suite d'une rencontre entre Mahmoud Ali Youssouf, ministre des Affaires étrangères de Djibouti et Abdallah ben Zayed Al Nahyane, ministre des Affaires étrangères émirati, les deux pays allaient normalisé leur relation. Ce rapprochement serait dû à l'intermédiation de l'Arabie saoudite.

### Nouvelle rupture des relations diplomatiques en avril 2016
En avril 2016, les relations entre Djibouti et les ÉAU sont de nouveaux rompues et, le mai 2016, un accord prévoyant la construction d'un nouveau port par DPW à Berbera est conclu entre les ÉAU et le Somaliland, concurrençant dès lors celui de Djibouti (notamment du fait que l’Éthiopie a indiqué vouloir y délocaliser 30 % de son trafic portuaire).
Le 21 février 2017, la Cour internationale d’arbitrage a débouté Djibouti, rejetant ses réclamations formulées en 2014 et demandant que le pays s'acquitte seul des coûts de l'arbitrage (9,47 millions d'euros).

## Sources